# Pazifischer Rippen-Falterfisch
Der Pazifische Rippen-Falterfisch (Chaetodon lunulatus) ist eine Art aus der Familie der Falterfische.

## Merkmale
Der Pazifische Rippen-Falterfisch erreicht eine maximale Länge von 14 Zentimetern.
Der Fisch hat einen gelb bis rosa gefärbten, hochrückigen und seitlich abgeflachten Körper. Während der Fisch im Bereich des Bauches gelb gefärbt ist, zeichnet sich sein Körper im Bereich unterhalb der Rückenflosse durch eine Rosafärbung aus. Des Weiteren wird sein Körper von mehreren purpurfarbenen horizontalen Bändern überzogen. Sowohl die Rücken-, als auch die Schwanz- und Afterflossen weisen ein schwarzes Band mit gelbem Saum auf. Der äußere Saum des schwarzen Bandes der Afterflosse ist rotbraun gefärbt, worauf sich auch einer seiner englischen Trivialnamen, redfin butterflyfish, zurückführen lässt. Dagegen sind die Brust- und Bauchflossen des Pazifischen Rippen-Falterfischs gelb gefärbt. Der gelbe Kopf des Fisches wird von drei vertikalen schwarzen Bändern mit einem gelben Rand an ihren Außenseiten überzogen: Eins dieser Bänder zieht sich über die Schnauze des Fisches, eins über dessen Auge und ein etwas schmaleres, gräuliches Band befindet sich in kurzem Abstand hinter dem Auge.
Der Pazifische Rippen-Falterfisch weist eine große Ähnlichkeit mit dem Indischen Rippen-Falterfisch auf, von dem er sich jedoch durch die Färbung des Ansatzes der Schwanzflosse unterscheidet: Beim Indischen Rippen-Falterfisch ist dieser gelb-orange gefärbt, wohingegen der Schwanzflossenansatz beim Pazifischen Rippen-Falterfisch weiß-blau gefärbt ist. Ein weiteres Unterscheidungsmerkmal zwischen den beiden Arten ist das sich hinter dem Auge anschließende schwarze Band: Beim Pazifischen Rippen-Falterfisch vereint sich dieses am oberen Kopfende mit dem komplementären schwarzen Band, was sich auf der anderen Kopfseite befindet, was beim Indischen Rippen-Falterfisch nicht der Fall ist.
- Flossenformel: Dorsale XIII-IX/20-22, Anale III/18-21[1]

## Verbreitung
Das Verbreitungsgebiet des Pazifischen Rippen-Falterfischs erstreckte sich über weite Teile des Indo-Pazifiks; insbesondere im westlichen Pazifik ist der Pazifische Rippen-Falterfisch weit verbreitet: Von den Gewässern um Japan im Norden bis zu den Küsten Australiens im Süden sowie bis nach Hawaii und den Inseln des Tuamotu-Archipels im Osten. Im Indischen Ozean kommt der Pazifische Rippen-Falterfisch an der Westküste Australiens sowie um die Weihnachtsinsel vor.

## Vorkommen und Verhalten

### Vorkommen
Der Pazifische Rippen-Falterfisch ist meist in Lagunen und Außenriffen mit üppigem Korallenbewuchs anzutreffen, wo er sich in einer Tiefe von 1 bis 25 Metern aufhält. Jungtiere verstecken sich dabei zwischen den Ästen kleiner Korallen.

### Ernährungsweise
Der Fisch ernährt sich fast ausschließlich von 51 verschiedenen Steinkorallenarten, darunter Acropora florida, A. gemmifera, A. hyacinthus, A. intermedia und Pocillopora damicornis.

### Auswirkungen der Korallenbleiche
Die Korallenbleiche wirkt sich auf den Pazifischen Rippen-Falterfisch aus: Eine im Jahr 2004 veröffentlichte Studie zeigte, dass sich die körperliche Verfassung Pazifischer Rippen-Falterfische vor und direkt im Anschluss an eine Korallenbleiche deutlich verschlechterte, was möglicherweise zu einer geringeren Überlebenswahrscheinlichkeit der Fische führt. Aus einer Studie aus dem Jahr 2006 ging hervor, dass die Menge verschiedener Falterfischarten – den Pazifischen Rippen-Falterfisch eingeschlossen – nach einer Korallenbleiche im Great Barrier Reef deutlich zurückging, was bei Falterfischen, die für ihre Ernährung nicht zwangsläufig auf Korallen angewiesen sind, nicht der Fall war. Es wurde angenommen, dass die beschriebenen Rückgänge auf ein Verhungern der Fische aufgrund eines Mangels an den für ihre Ernährung benötigten Korallen zurückzuführen sind.

### Fortpflanzung
Die Fische sind getrenntgeschlechtlich und eierlegend, wobei die Befruchtung außerhalb des Körpers stattfindet. Pazifische Rippen-Falterfische sind meist – zumindest während der Fortpflanzungszeit – paarweise anzutreffen und pflanzen sich monogam fort. Dabei bestehen die Paare der Pazifischen Rippen-Falterfische bis zu sieben Jahre und zeichnen sich dadurch aus, dass weibliche Fische häufiger fressen, wohingegen männliche Pazifische Rippen-Falterfische dazu neigen, beim paarweisen Schwimmen die Führungsposition einzunehmen. Das Schwimmen der Paare zeichnet sich durch einen hohen Grad an Parallelität sowie dadurch aus, dass die Fische mit einem Abstand von ungefähr eineinhalb Metern nah beieinander schwimmen. Dabei entfernen sich die Fische eines Paares selten weiter als vier Meter. Die Fische sind ziemlich widerstandsfähig, was sich darin widerspiegelt, dass sich ihre Population in weniger als 15 Monaten verdoppelt.
Der Pazifische Rippen-Falterfisch hybridisiert in den Gewässern um die Weihnachtsinsel mit dem Indischen Rippen-Falterfisch.

### Territoriales Verhalten
Der Pazifische Rippen-Falterfisch verteidigt sein Territorium gegen Artgenossen, was sich beispielsweise in einem Aufrichten seiner Rückenflosse widerspiegelt. Dieses Verhalten tritt sowohl bei territorialen Konflikten mit Artgenossen als auch bei nicht-aggressiven Interaktionen mit dem Partner auf. Der Pazifische Rippen-Falterfisch kann andere Individuen angreifen, wenn diese ihre Schwanzflosse nicht aufstellen. In territorialen Konflikten zeigen die Fische Verhaltensmuster wie gegenseitiges Umkreisen, Anstarren, Aufrichten der Rückenflosse, paralleles Schwimmen sowie Verfolgen, Hetzen des anderen Fisches, Fliehen und Angreifen des anderen Fisches auf. Tödliche Kämpfe finden jedoch nur um zur Fortpflanzung benötigte Ressourcen statt, nicht aber bezüglich Schutz oder Nahrung.

## Taxonomie und Benennung
Der Pazifische Rippen-Falterfisch wurde zuerst 1825 von den französischen Zoologen Quoy und Gaimard formell beschrieben, wobei als Typenfundort die Inselgruppe Hawaii beziehungsweise möglicherweise Guam angegeben wurde.  Das Artepitheton bedeutet mondförmig und bezieht sich vermutlich auf die rundliche Körperform des Fisches.

## Systematik
Der Pazifische-Rippen-Falterfisch ist nah mit dem Rotmeer-Rippen-Falterfisch, dem Arabischen Rippen-Falterfisch und dem Indischen Rippen-Falterfisch verwandt. Zusammen bilden sie die Untergattung Corallochaetodon. Diese Untergattung ist wahrscheinlich eng mit der Untergattung Citaroedus verwandt, zu der beispielsweise Meyers Falterfisch gehört.

## Gefährdung
Der Pazifische Rippen-Falterfisch wird gelegentlich für den Aquarienhandel gefangen. Dies scheint keine schwerwiegenden Auswirkungen auf die Population zu haben. Die IUCN stuft den Pazifischen Rippen-Falterfisch als nicht gefährdet ein.

## Aquarienhaltung
Bei der Aquarienhaltung ist zu beachten, dass sich diese Fischart überwiegend von Korallenpolypen ernährt und eine Ernährung mit Ersatzfutter nicht überlebt. Deshalb müssen im Aquarium lebendige Korallen bereitgestellt sein.